# الغواصة الألمانية يو-793
غواصة يو-793 غواصة يو بوت ألمانية من الفئة السابعة عشر إيه بنيت لسلاح بحرية ألمانيا النازية كريغسمارينه، في أحواض بلوم+فوس في هامبروغ خلال الحرب العالمية الثانية.